# جو سو-هوک
جو سو-هوک ((به کره‌ای: 조수혁)؛ زادهٔ ۱۸ مارس ۱۹۸۷) بازیکن فوتبال اهل کره جنوبی است.